# Cantone di Les Ponts-de-Cé
Il Cantone di Les Ponts-de-Cé è una divisione amministrativa dell'arrondissement di Angers.
A seguito della riforma approvata con decreto del 26 febbraio 2014, che ha avuto attuazione dopo le elezioni dipartimentali del 2015, è passato da 16 a 17 comuni.

## Composizione
I 16 comuni facenti parte prima della riforma del 2014 erano:
- Blaison-Gohier
- La Bohalle
- La Daguenière
- Juigné-sur-Loire
- Mozé-sur-Louet
- Mûrs-Erigné
- Les Ponts-de-Cé
- Sainte-Gemmes-sur-Loire
- Saint-Jean-de-la-Croix
- Saint-Jean-des-Mauvrets
- Saint-Mathurin-sur-Loire
- Saint-Melaine-sur-Aubance
- Saint-Rémy-la-Varenne
- Saint-Saturnin-sur-Loire
- Saint-Sulpice
- Soulaines-sur-Aubance

Dal 2015 i comuni appartenenti al cantone sono i seguenti 17:
- Les Alleuds
- Blaison-Gohier
- Brissac-Quincé
- Charcé-Saint-Ellier-sur-Aubance
- Juigné-sur-Loire
- Luigné
- Mûrs-Erigné
- Les Ponts-de-Cé
- Saint-Jean-de-la-Croix
- Saint-Jean-des-Mauvrets
- Saint-Melaine-sur-Aubance
- Saint-Rémy-la-Varenne
- Saint-Saturnin-sur-Loire
- Saint-Sulpice
- Saulgé-l'Hôpital
- Soulaines-sur-Aubance
- Vauchrétien